# Палата представників США
Пала́та представникі́в США (англ. The United States House of Representatives) — нижня палата Конгресу США, яка разом з верхньою палатою — Сенатом США — утворює американський парламент. Ініціює та ухвалює федеральні закони, які діють на території всіх штатів (для набуття ними чинності потрібна також згода верхньої палати і Президента).
Нижня палата має виняткове право на ініціювання законів, що стосуються податків, оголошення імпічменту посадовим особам, у тому числі Президенту, і в рідкісних випадках обирати Президента США.

## Порядок обрання
На відміну від Сенату, кожен штат США представлений в Палаті представників пропорційно кількості населення. Найчисленніший штат Каліфорнія має 53 конгресмени, а Монтана, Делавер, Південна Дакота, Аляска, Північна Дакота, Вермонт, Вайомінг мають тільки одного представника. Таких представників називають «членом палати від штату загалом». Кожен представник штату займає своє місце протягом двох років та може бути переобраним необмежену кількість разів. Кількість місць у Палаті з 1911 року складає 435 представників. Конгрес має право змінювати число місць. Водночас є 6 представників, які не голосують.
Відповідно до Конституції США, аби стати членом Палати представників, кандидату необхідно досягти 25 років, бути громадянином США щонайменше 7 років та жити у штаті, який він чи вона представляє.
Палата представників проводить засідання в південному крилі Капітолія. Головою є спікер, який обирається від партії більшості. Він зазвичай не головує на засіданнях, доручаючи це комусь із своїх колег.

## Історія
Після виборів у Конгрес 7 листопада 2006 року Демократична партія США отримала більшість (233 представника проти 202 представників Республіканської партії США). 4 січня 2007 року 60-м спікером Палати представників США стала Ненсі Пелосі (Демократична партія).
Після довиборів до Конгресу у листопаді 2010 року республіканці отримали більшість у Палаті представників. Після загального голосування 5 січня 2011 року Джон Бейнер був обраний 61-м спікером, змінивши на цій посаді Ненсі Пелосі.
Після того, як у вересні 2015 року Бейнер подав у відставку через кризу в партійній конференції, його місце зайняв Пол Раян.
Після виборів у США 8 листопада 2018 року республіканці втратили більшість у Палаті представників, 3 січня 2019 спікером вдруге стала Ненсі Пелосі.
За результатами виборів 2022 року демократи поступились республіканцям, здобувши 213 місця проти 222 відповідно. 7 січня 2023 року спікером було обрано Кевіна Маккарті. Для цього знадобилось 15 турів голосування через спротив радикальної фракції республіканців, яка після низки поступок зрештою підтримала його обрання. Уперше з 1923 року знадобилось більше одного туру голосування для обрання спікера. 3 жовтня 2023 року вперше в історії США Маккарті було знято з посади спікера внаслідок голосування в Палаті 216 (208 демократів, 8 республіканців) голосами проти 210 (усі — республіканців). 25 жовтня 2023 року спікером став Майк Джонсон. До його обрання обов'язки виконував член Палати представників, республіканець Патрік Мак-Генрі.

## Поточний склад
За результатами виборів до Конгресу 8 листопада 2022 року Республіканська партія отримала 222 представників, Демократична партія — 213 представників. Після виключення з Палати представників республіканця Джорджа Сантоса, звинуваченого в шахрайстві та брехні про власну біографію, зокрема про його українське єврейське походження, республіканська більшість зменшилась на одне місце. Наступні вибори відбулися 5 листопада 2024 року.